# Hilberth Irén
Lám Árpádné Hilberth Irén, névváltozat: Hilbert (Pest, 1872. március 19. – Budapest, Ferencváros, 1925. november 17.) festőművész.

## Pályafutása
Hilbert Mór és Motusz Szidónia leányaként született. A budapesti mintarajziskolában tanult, mesterei Lotz Károly és Deák-Ébner Lajos voltak. 1893-tól volt kiállítója a Műcsarnoknak. Halálát tüdődaganat okozta. Pasztell önarcképe az Ernst Múzeumban van. Zrínyi Miklós című olajfestményét 1903-ben vette meg a Szépművészeti Múzeum. Három másik munkáját a Magyar Nemzeti Galéria őrzi.